# Pierre Poujade
Pierre Poujade (ur. 1 grudnia 1920, zm. 27 sierpnia 2003) – francuski działacz polityczny, lider ruchu populistycznego nazwanego od jego nazwiska poujadyzmem.
Przed II wojną światową sympatyzował ze skrajną prawicą; początkowo popierał marszałka Petaina, jednak po zajęciu przez Niemców strefy nieokupowanej Francji zaciągnął się do armii i walczył w Algierze; lecząc się w szpitalu polowym poznał swoją przyszłą żonę, pielęgniarkę, od której przyjął polityczne sympatie gaullistowskie.
Po wojnie prowadził nieduży sklep, był także lokalnym radnym w rodzinnej miejscowości Saint-Céré; w lipcu 1953 stanął na czele organizacji drobnych kupców i przedsiębiorców, walczącej o obniżenie podatków i ułatwienia w prowadzeniu działalności gospodarczej. W 1955 organizacja ta, pod nazwą Union de Défense des Commerçants et Artisans (UDCA), liczyła już 200 tysięcy członków. W jej szeregach znaleźli się także rolnicy oraz producenci wina.
W kryzysowej sytuacji politycznej Francji w pierwszej połowie lat 50. UDCA znalazła szeroki posłuch w społeczeństwie, co zaowocowało 53 miejscami w Zgromadzeniu Narodowym w 1956; jednak wejście organizacji do parlamentu nie było owocne. Poujade (który sam nie kandydował) stworzył partię protestu – bez większego programu politycznego; w krótkim czasie wraz ze swoją organizacją zszedł na margines życia publicznego – m.in. w wyborach do Parlamentu Europejskiego w 1979 poparcie dla poujadystów nie przekroczyło 1%.